# غرينوود (فلوريدا)
غرينوود (بالإنجليزية: Greenwood)‏ هي مدينة أمريكية تقع في ولاية فلوريدا. تبلغ مساحة هذه المدينة 12.4 (كم²)،ويبلغ عدد سكانها 735 نسمة حسب إحصاء سنة 2010 م 735.تشير إحصاءات سنة 2000م بأن الكثافة السكانية في هذه المدينة تقدر بـ(59.3) نسمة/كم2 

## معرض صور

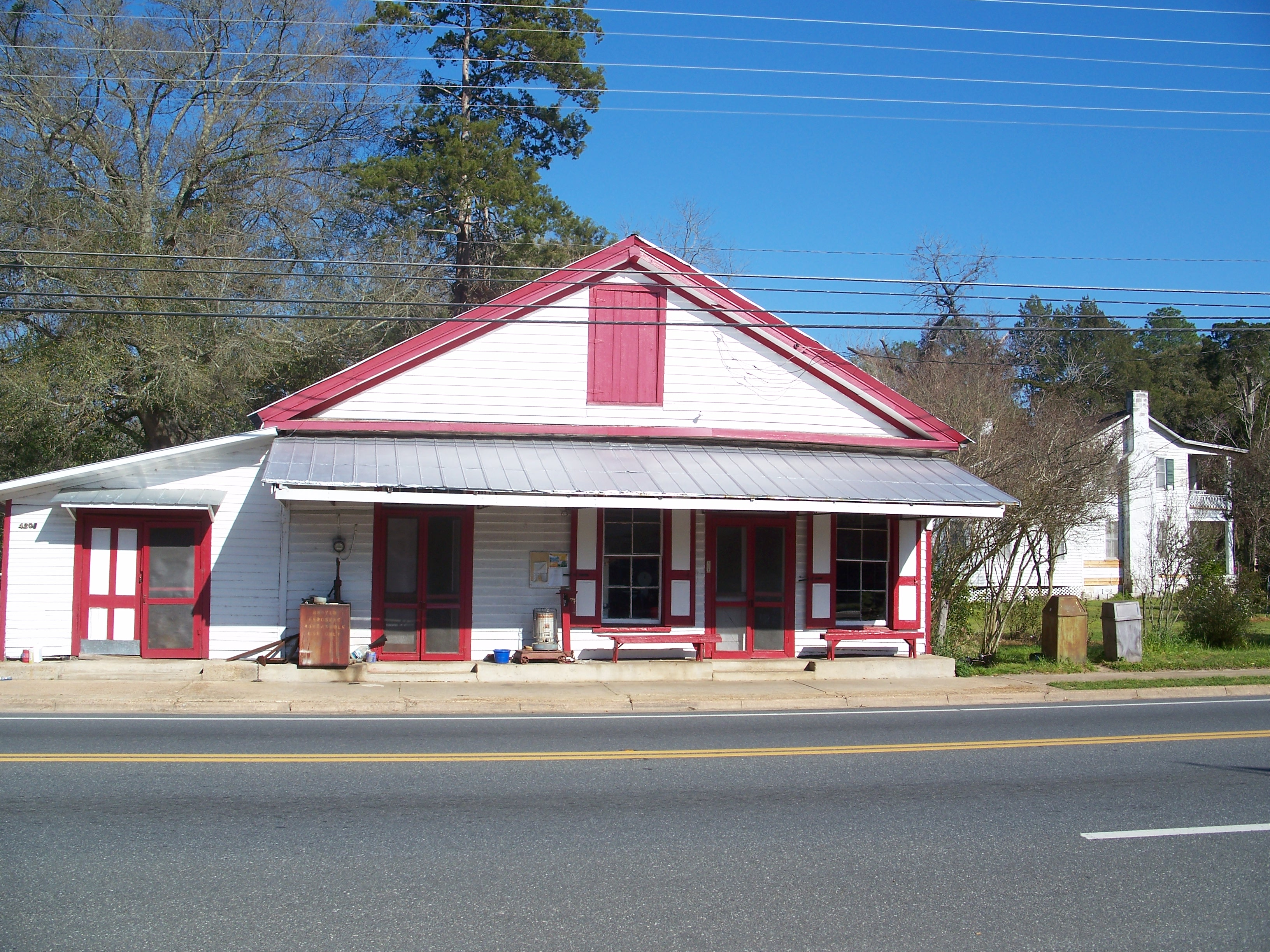
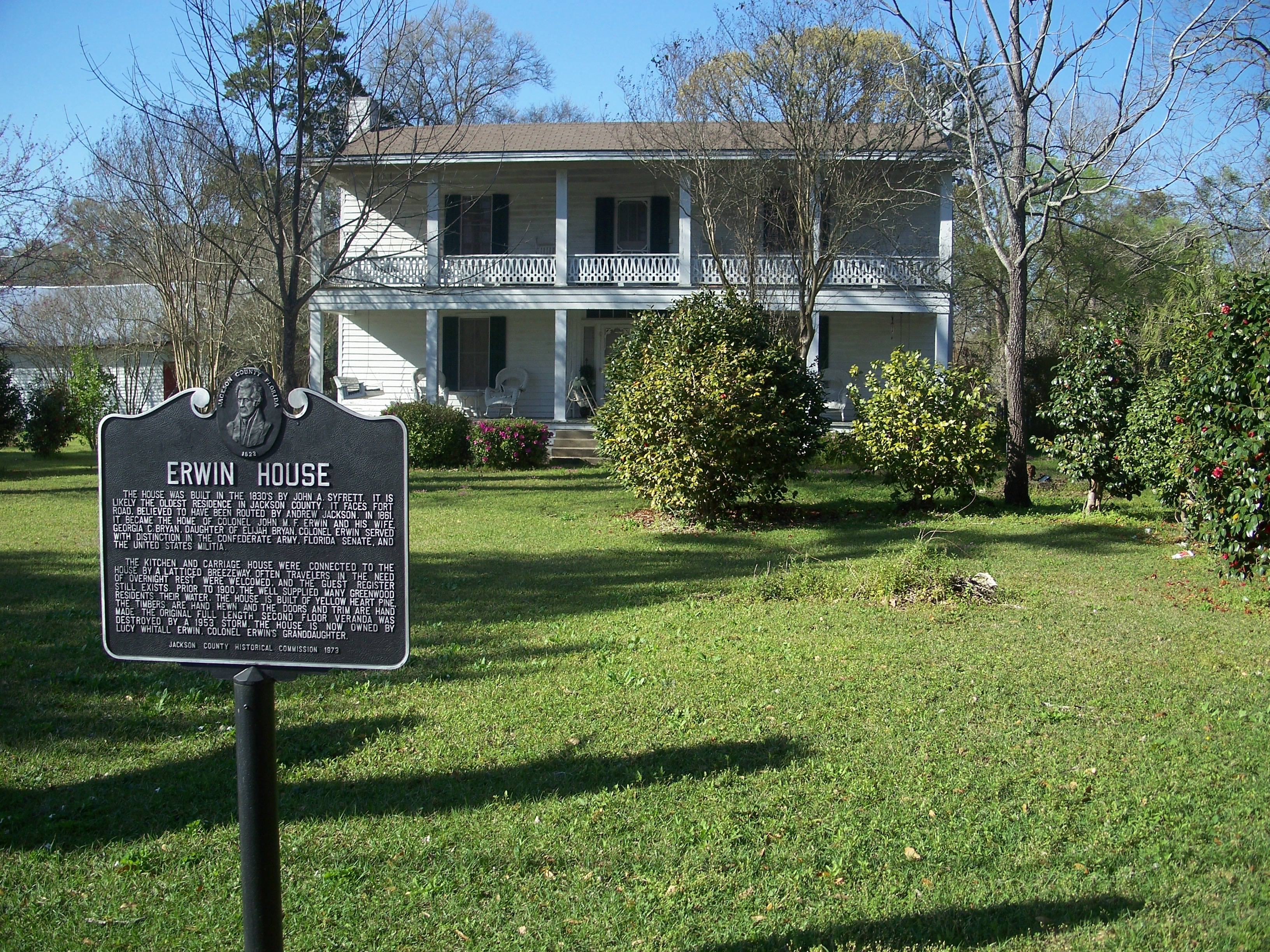
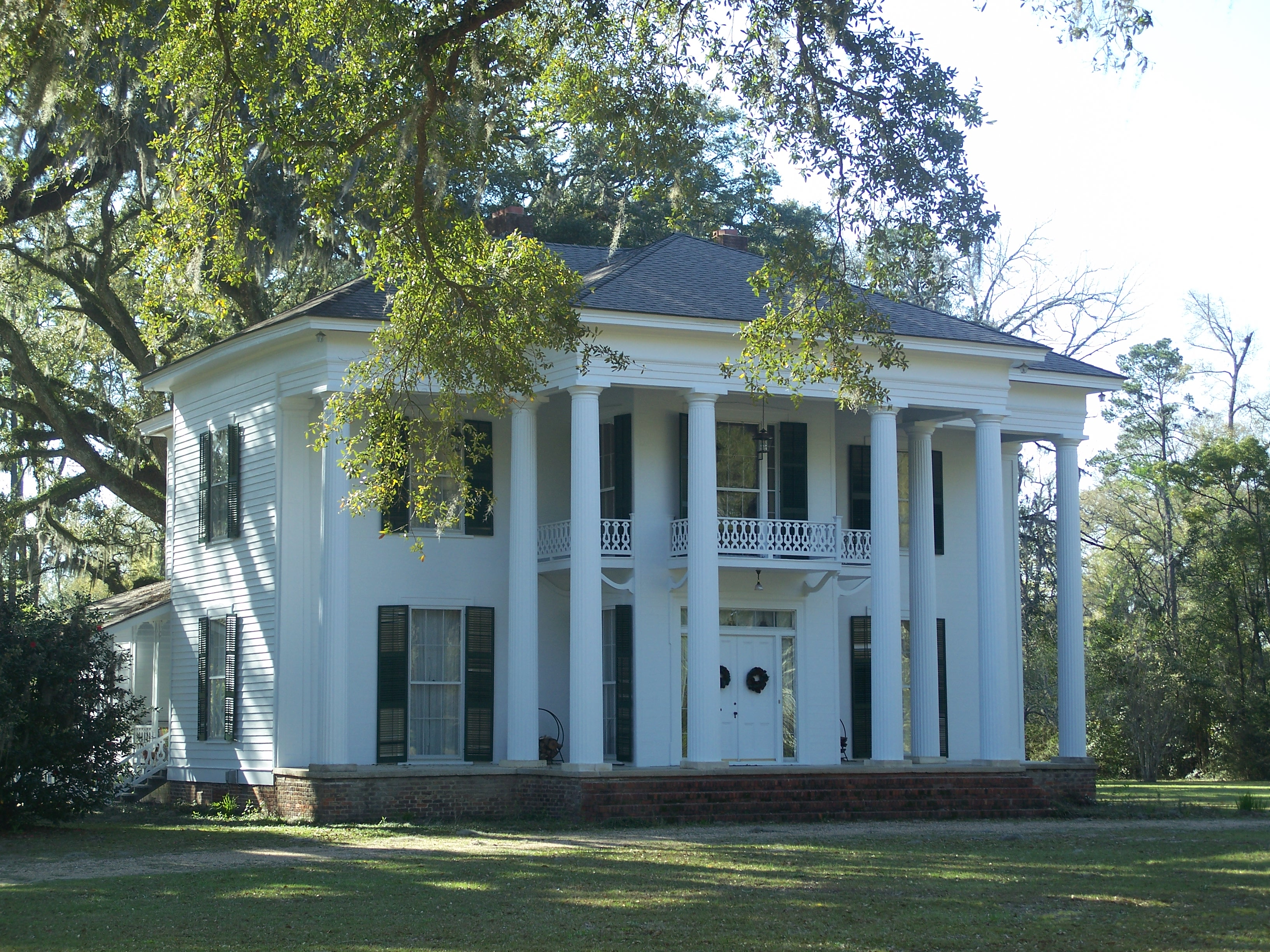